# Сасаяма (княжество)

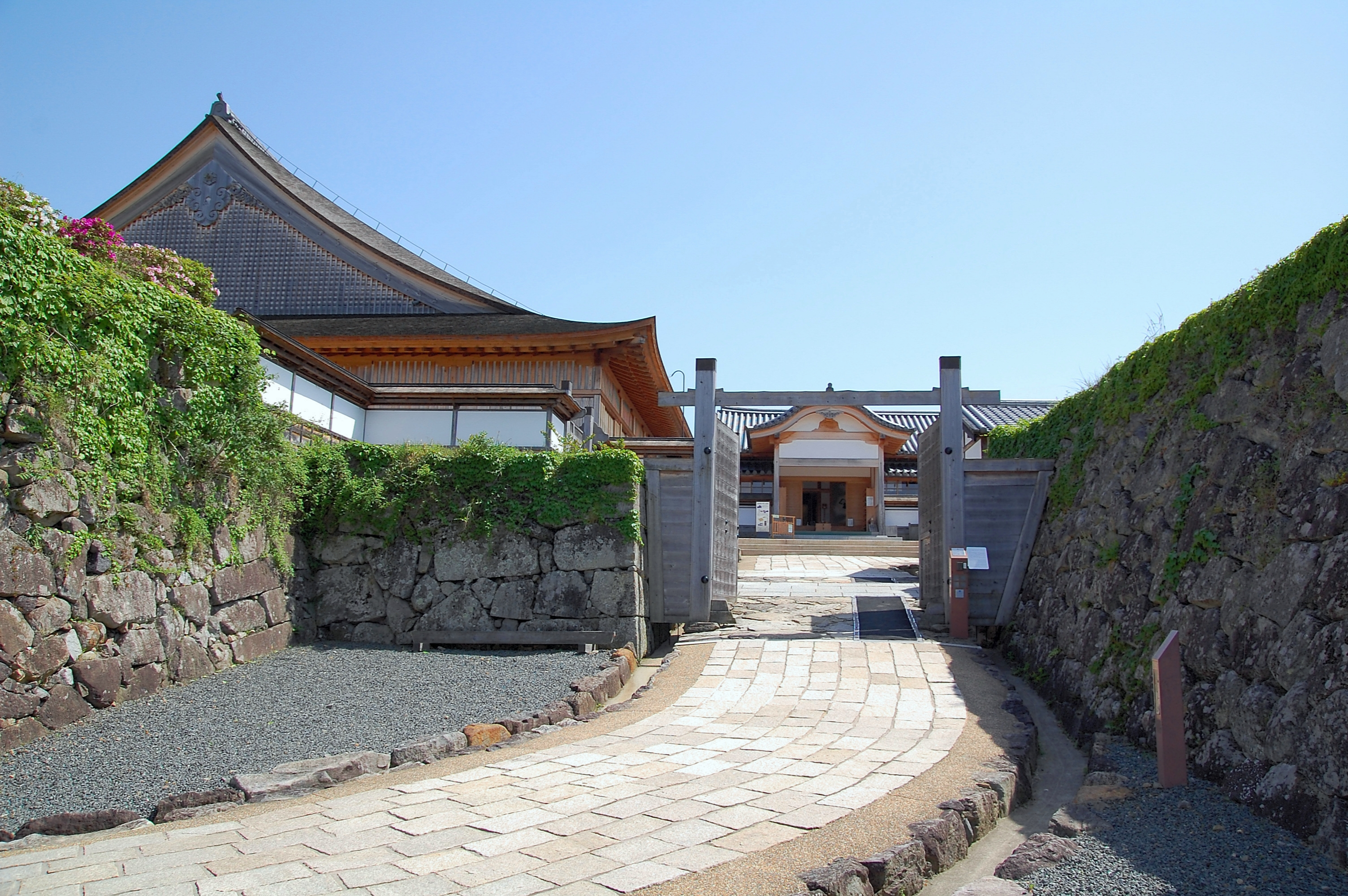
Замок Сасаяма

Княжество Сасаяма (яп. 篠山藩 Сасаяма-хан) — феодальное княжество (хан) в Японии периода Эдо (1608—1871), в провинции Тамба региона Санъиндо на острове Хонсю (современная префектура Хёго).

## Краткая история
Административный центр княжества: замок Сасаяма (современный город Сасаяма, префектура Хёго).
Доход хана:
- 1608—1871 годы — 50 000 коку риса

Княжество Сасаяма было основано в 1609 году. Первым правителем стал Мацудайра (Мацуи) Ясусигэ (1568—1640), ранее владевший Яками-ханом (провинция Тамба). В 1619 году Ясусигэ был переведен в Кисивада-хан (провинция Идзуми).
В 1619 году в Сасаяма-хан был переведен Мацудайра Нобуёси (1580—1620), бывший правитель Такасаки-хана. В 1620 году ему наследовал старший сын Мацудайра Тадакуни (1597—1659). В 1649 году он был переведен в Акаси-хан (провинция Харима).
В 1649—1748 годах Сасаяма-ханом владел род Мацудайра (ветвь Катанохара). В 1649 году из Такацуки-хана в Сасаяму был переведен Мацудайра Ясунобу (1600—1682). Его потомки управляли ханом до 1748 года. Пятый даймё Мацудайра Нобуминэ (1696—1763) в 1748 году был переведен в Камеяма-хан (провинция Тамба).
В 1748—1871 годах княжеством управлял род Аояма. В 1748 году в Сасаяма-хан был переведен Аояма Тадатомо (1708—1760), бывший правитель Камеяма-хана. Его потомки владели ханом вплоть до 1871 года.
Сасаяма-хан был ликвидирован в 1871 году. Территория хана ненадолго стала частью префектуры Тоёока, а в 1876 году вошла в состав префектуры Хёго.

## Правители княжества
- Род Мацудайра (ветвь Мацуи), 1608—1619 (фудай-даймё)

| № | Имя               | Имя       | Годы правления | Годы жизни  | Примечания                                    |
| - | ----------------- | --------- | -------------- | ----------- | --------------------------------------------- |
| 1 | Мацудайра Ясусигэ | 松平 康重 | 1608 — 1619    | 1568 — 1640 | Сын Мацудайры Ясутика, вассала Токугава Иэясу |

- Род Мацудайра (ветвь Фудзии), 1619—1649 (фудай-даймё)

| № | Имя                | Имя      | Годы правления | Годы жизни  | Примечания                               |
| - | ------------------ | -------- | -------------- | ----------- | ---------------------------------------- |
| 1 | Мацудайра Нобуёси  | 松平信吉 | 1619 — 1620    | 1580 — 1620 | Старший сын Мацудайры Тадаёси            |
| 2 | Мацудайра Тадакуни | 松平忠国 | 1620 — 1649    | 1597 — 1659 | Старший сын и преемник Мацудайры Нобуёси |

- Мацудайра (ветвь Катанохара), 1649—1763 (фудай-даймё)

| № | Имя                | Имя      | Годы правления | Годы жизни  | Примечания                               |
| - | ------------------ | -------- | -------------- | ----------- | ---------------------------------------- |
| 1 | Мацудайра Ясунобу  | 松平康信 | 1649 — 1669    | 1600 — 1682 | Второй сын Мацудайры Иэнобу              |
| 2 | Мацудайра Сукэнобу | 松平典信 | 1669 — 1672    | 1629 — 1673 | Старший сын и преемник Мацудайры Ясунобу |
| 3 | Мацудайра Нобутоси | 松平信利 | 1673 — 1676    | 1659 — 1677 | Второй сын Мацудайры Сукэнобу            |
| 4 | Мацудайра Нобуцунэ | 松平信庸 | 1677 — 1717    | 1666 — 1717 | Третий сын Мацудайры Сукэнобу            |
| 5 | Мацудайра Нобуминэ | 松平信岑 | 1717 — 1748    | 1696 — 1763 | Сын и преемник Мацудайры Нобуцунэ        |

- Род Аояма, 1748—1871 (фудай-даймё)

| № | Имя            | Имя      | Годы правления | Годы жизни  | Примечания                                             |
| - | -------------- | -------- | -------------- | ----------- | ------------------------------------------------------ |
| 1 | Аояма Тадатомо | 青山忠朝 | 1748 — 1760    | 1708 — 1760 | Второй сын Аоямы Ёсимасы, усыновлён Аоямой Ёсихару     |
| 2 | Аояма Тадатака | 青山忠高 | 1760 — 1781    | 1734 — 1816 | Четвертый сын Аоямы Ёсихидэ, усыновлён Аоямой Тадатомо |
| 3 | Аояма Тадацугу | 青山忠講 | 1781 — 1785    | 1765 — 1785 | Второй сын и преемник Аоямы Тадатаки                   |
| 4 | Аояма Тадаясу  | 青山忠裕 | 1785 — 1835    | 1768 — 1836 | Третий сын Аоямы Тадатаки                              |
| 5 | Аояма Таданага | 青山忠良 | 1835 — 1862    | 1806 — 1864 | Четвертый сын Аоямы Тадаясу                            |
| 6 | Аояма Тадаюки  | 青山忠敏 | 1862 — 1871    | 1834 — 1873 | Второй сын Аоямы Таданаги                              |